# 家寧 (YouTuber)
家寧（本名張家寧，1993年3月9日—）為臺灣YouTuber，2016年至2024年與前男友王崇睿共同經營YouTube頻道「眾量級CROWD」，2024年兩人分手後，分別各自開創個人頻道。

## 爭議

### 經營權糾紛
2025年3月11日因王崇睿在個人YouTube頻道「Andy老師」發佈《10年了！227萬訂閱眾量級CROWD「原來不是我的？！」》影片，指控前女友張家寧及其家人，有關股權分配不公、失去頻道管理權限、被解除董事職位、被借名登記公司、商標被張家寧母親申請等指控。13日3點11分家寧的個人頻道出現退訂潮，總訂閱數從9.3萬掉至7.8萬，約銳減16%。

## 外部連結
- YouTube上的家寧頻道（繁體中文）